# Innocenti

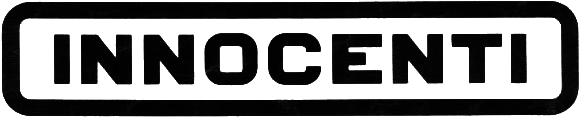
Logo

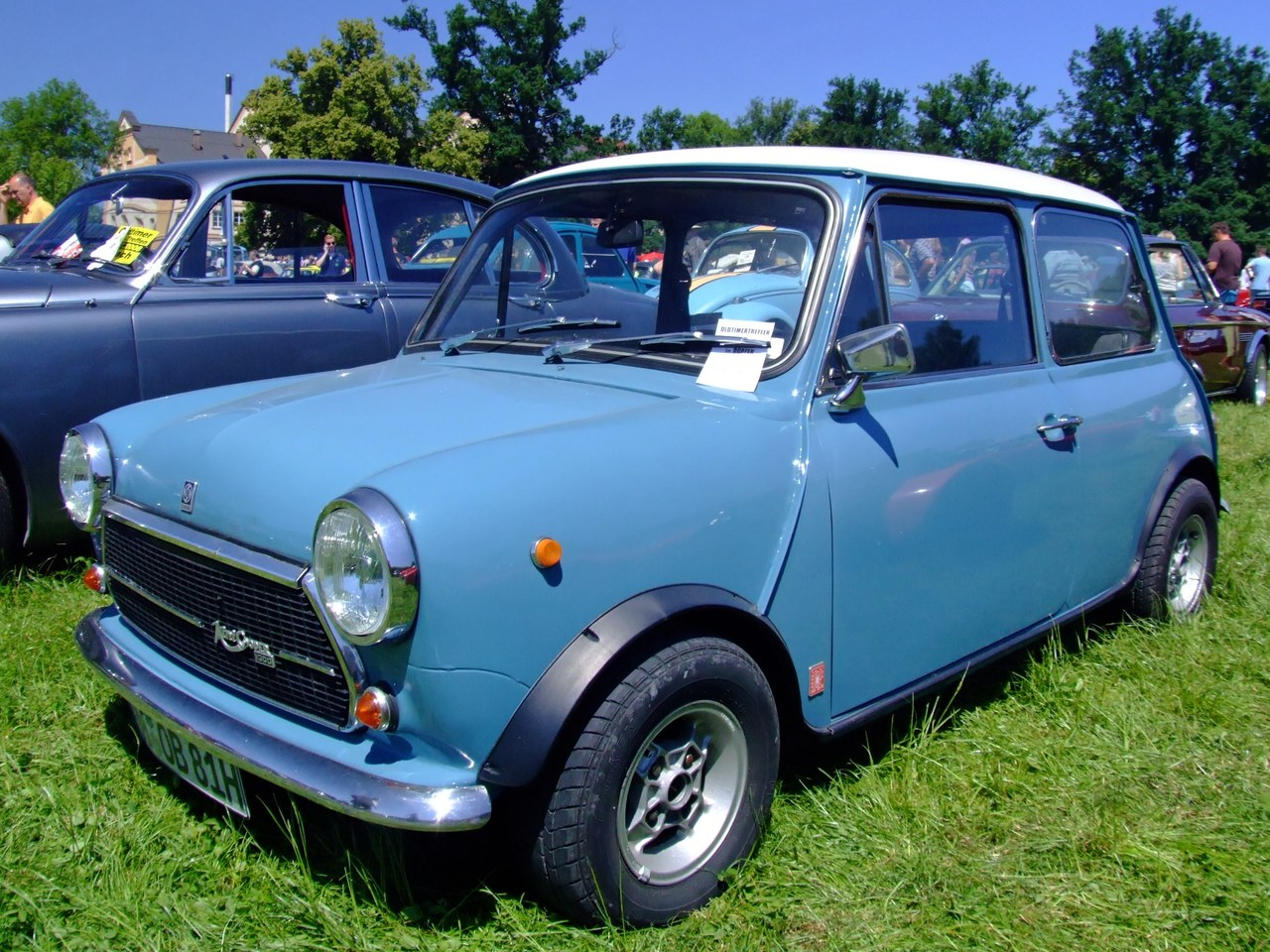
Innocenti Mini Cooper 1300

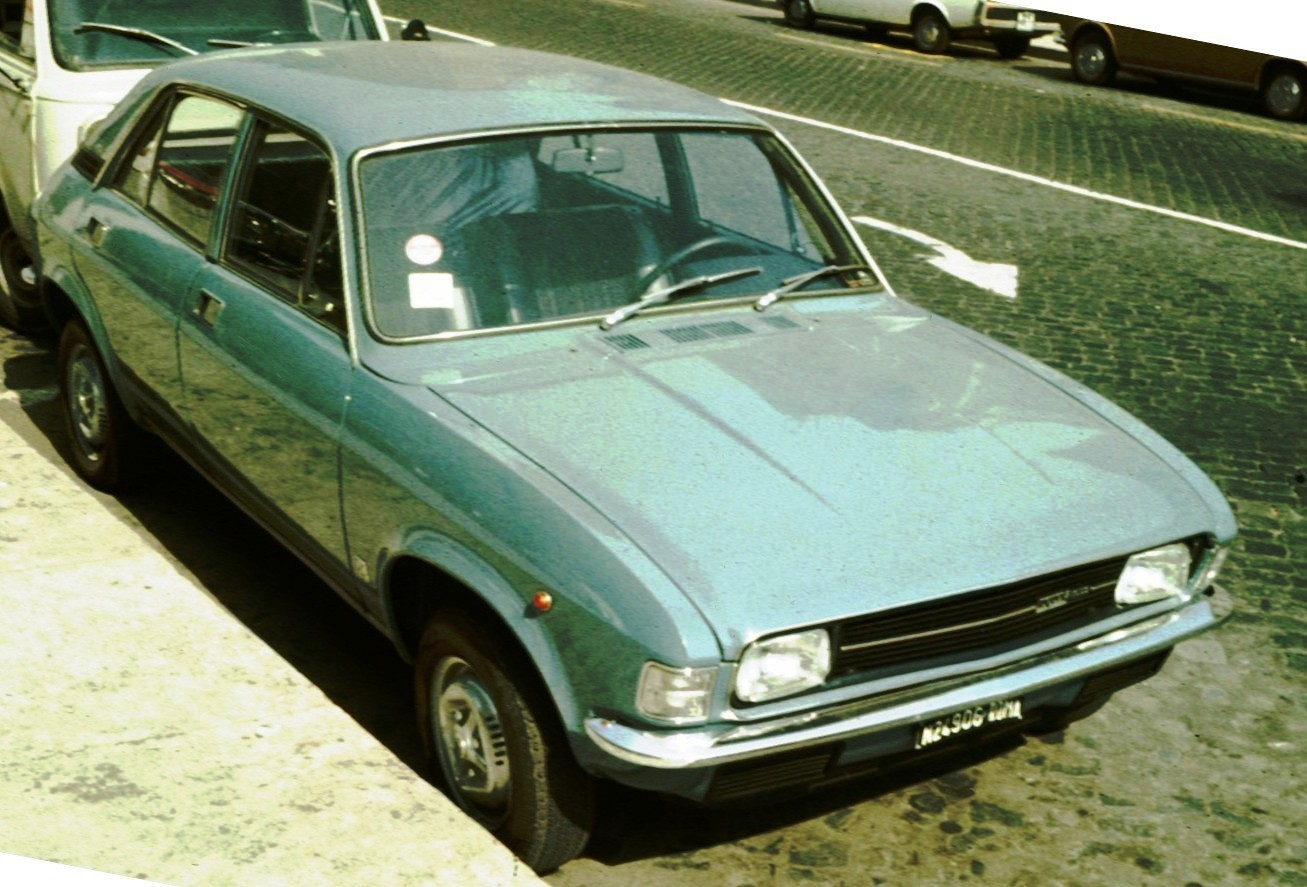
Innocenti Regent

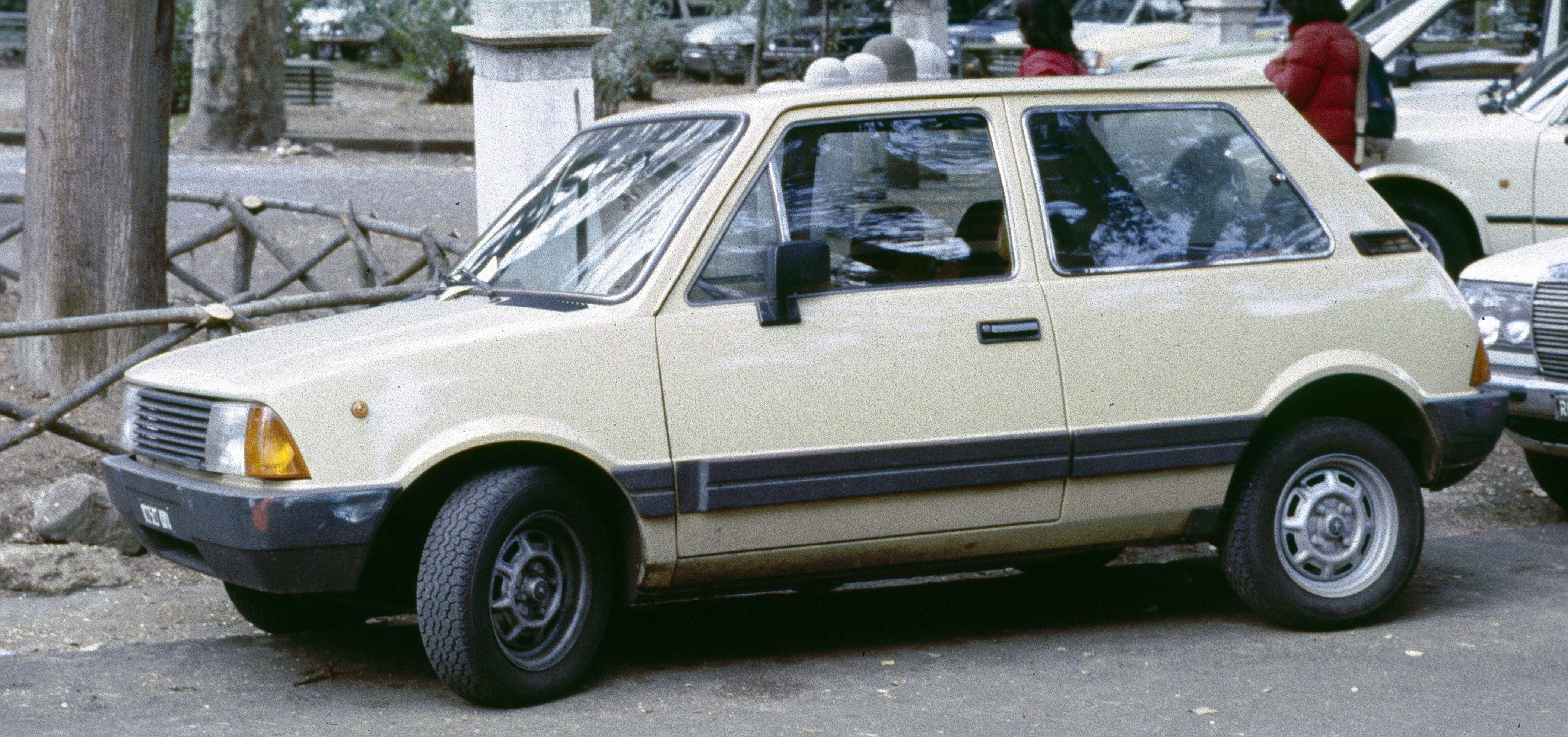
Innocenti Mini 90

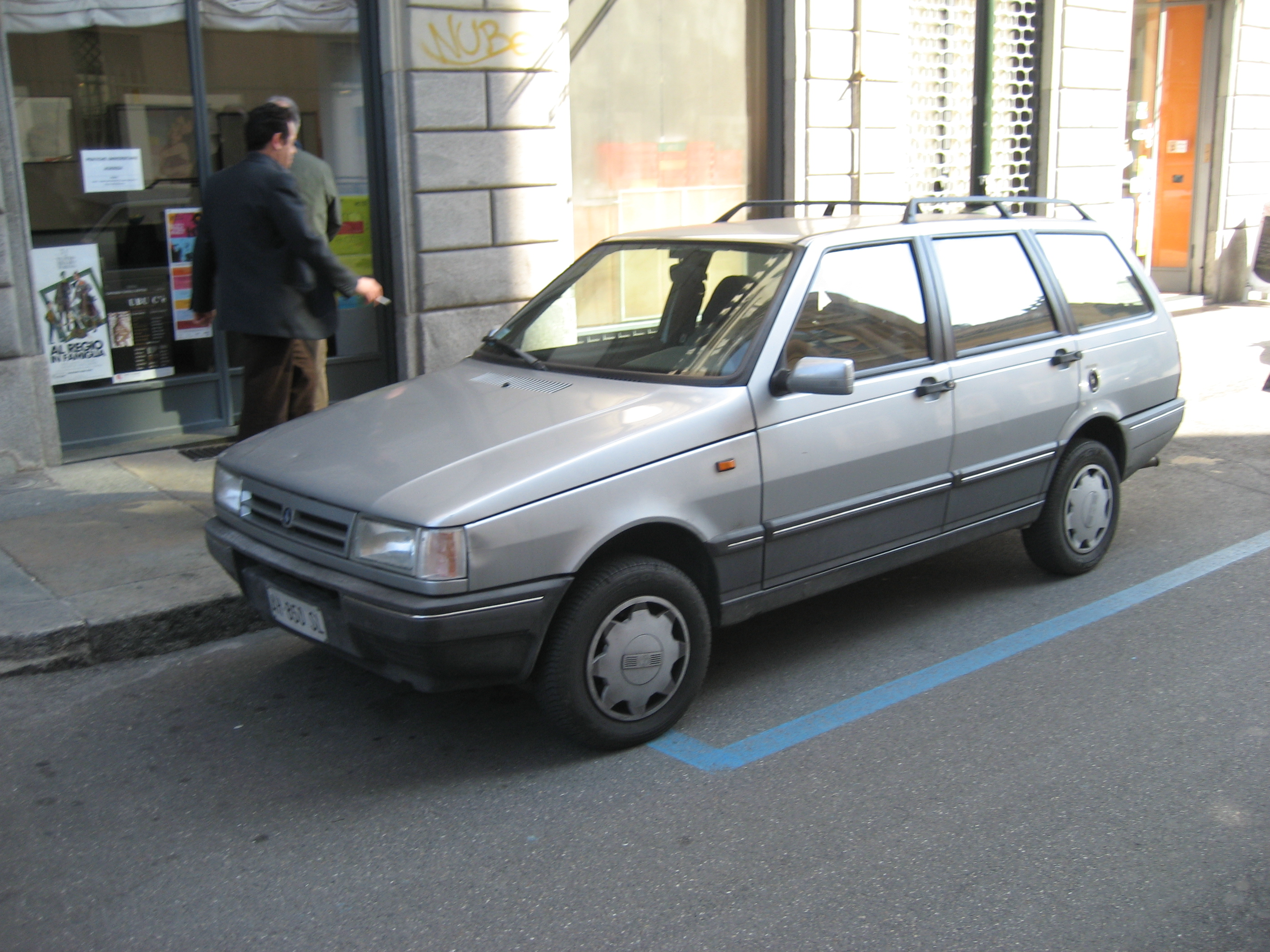
Innocenti Elba w Turynie, 2007

Innocenti – przedsiębiorstwo powstało w 1933 roku w Lambrate, w Mediolanie. Przed II wojną światową było ważnym zakładem przemysłowym we Włoszech. Założycielem jego był Ferdinando Innocenti. W czasie wojny zostało zbombardowane przez lotnictwo, po wojnie od roku 1948 zaczęło produkować skutery Lambretta.
W 1959 r. zostało zawarte porozumienie licencyjne z British Motor Corporation, na mocy którego w 1961 r. wyjechał pierwszy samochód Innocenti A40 (Austin A40 Farina).
Produkowany od 1965 roku model Innocenti Mini bazował na licencyjnym Austinie Mini. Z Wielkiej Brytanii dowożono też wiele podzespołów. W roku 1972 Innocenti sprzedał do Indii cały oddział fabryki produkujący skutery, a rok później angielski Leyland, do którego należał wówczas British Motor Corporation wykupił tę włoską firmę. Od roku 1974 wytwarzane były samochody z angielskimi zespołami napędowymi i stylizowanymi przez firmę Bertone nadwoziami. Były to modele Innocenti Mini 90 i 120. Montowano również model Austin Allegro pod nazwą Innocenti Regent.
Jesienią 1975 roku, ze względu na kłopoty finansowe, ze spółki wycofał się Leyland. Od roku 1976 zakłady Innocenti należały do włoskiej grupy przemysłowej De Tomaso. Zdolność produkcyjna fabryki wynosiła wówczas około 50 tys. sztuk rocznie. Od roku 1982 do samochodów Innocenti zamiast angielskich silników montowano japońskie silniki firmy Daihatsu i silniki motocyklowe Moto Guzzi należącego do grupy De Tomaso.
Przedsiębiorstwo zakończyło produkcję samochodów w roku 1990. Na przełomie lat 80. i 90. całą grupę De Tomaso chciała przejąć firma Mazda. Aby nie wpuścić konkurencji na włoski rynek przelicytował ją koncern Fiat. Dokonał jej restrukturyzacji, w ramach której zlikwidowano we Włoszech produkcję aut pod marką Innocenti. Przez kilka lat kontynuowano jednak dostawy samochodów do jej sieci sprzedaży i pod jej marką z zakładu Fiat Auto Poland (Innocenti Mille na bazie Fiata Uno) oraz z zakładów Fiata w Ameryce Południowej (Innocenti Elba na bazie Fiata Duna).